# Comunhão Tradicional Carlista (1986)
A Comunhão Tradicionalista Carlista (CTC) é um partido político espanhol, constituido em 1986 no chamado Congresso da Unidade Carlista, que aconteceu em San Lorenzo de El Escorial (Madrid), no qual se unificaram diversos grupos carlistas de cunho tradicionalista, em desacordo com a evolução esquerdista do Partido Carlista de Carlos Hugo de Bourbon-Parma..
Toma o nome do partido político do carlismo Comunhão Tradicionalista, com o acréssimo de 'carlista' (tradicionalista-carlista), que se deu durante a década de 1930 por iniciativa de Dom Alfonso Carlos.
No Congresso de Unidade Carlista participaram três partidos políticos diferentes: a Comunhão Católico-Monárquica, vinculada ao «Centro de Estudos Geral Zumalacárregui» de Francisco Elías de Tejada, localizada em Madri; União Carlista, integrada pelos últimos partidários do Carloctavismo e da Regência de Estella, com implantação em Vizcaya e Catalunha; a Comunhão Tradicionalista, constituída por antigos seguidores de Javier de Borbón-Parma, com presença em Valencia, Sevilla, Madri e Astúrias; e antigos membros do Partido Carlista.

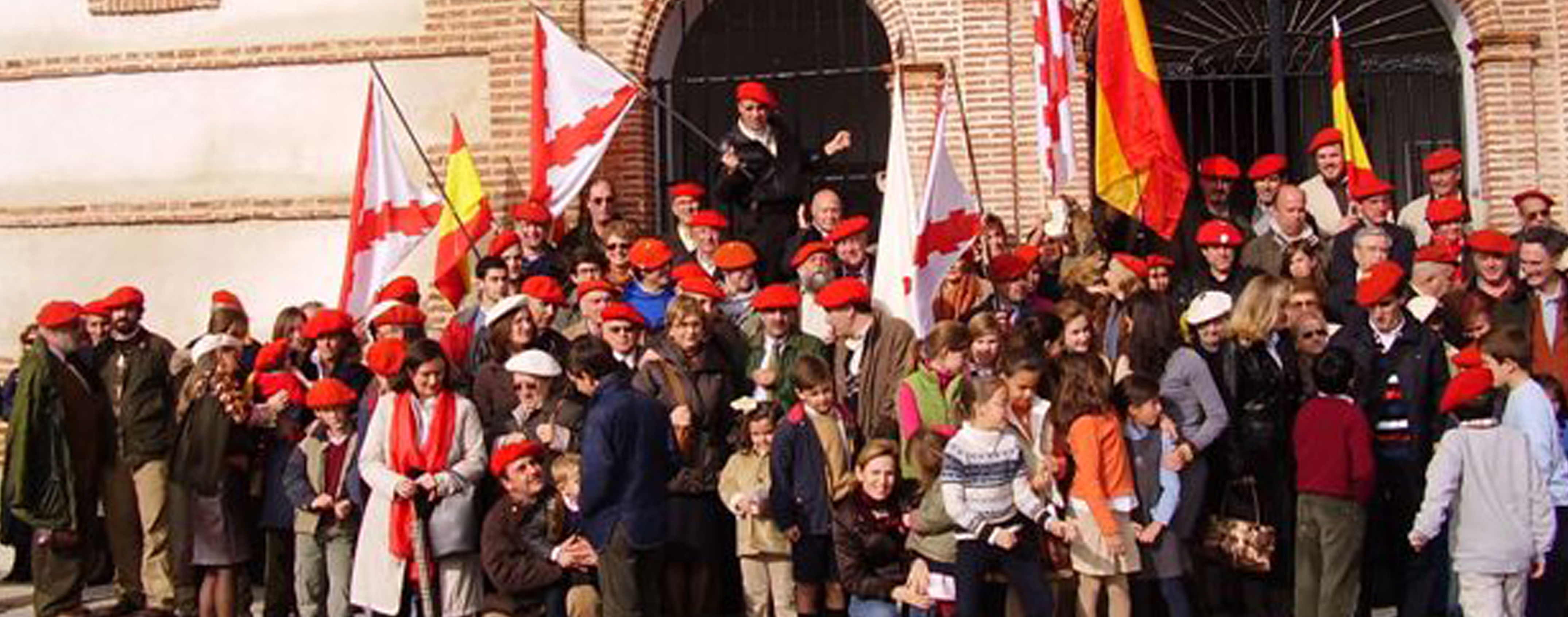
Celebração da festa de Cristo Rei em Cerro de los Ángeles (Getafe)

Alguns setores, simpatizantes da figura de Marcel Lefebvre, foram expulsos em 1996. Posteriormente, no ano 2000, fizeram sua organização política própria, sob a liderança de Sixto Enrique de Bourbón, readotando o mesmo nome de Comunhão Tradicionalista.

## Ideologia
A CTC afirma que sua posição política se concentra no lema histórico do carlismo, "Deus, Pátria, Rei". Mantém também a simbologia histórica carlista, incluídas a Cruz de San Andrés, a Marcha de Oriamendi e a clássica boina vermelha ou branca.
Pretende um modelo de organização social qualificado de "natural" e inspirado na tradição política de Espanha, formado pelos reinos e divisões territoriais que se formaram durante a Reconquista. Quer, assim, substituir os Estatutos de Autonomia por um novo sistema. Ademais, pretendem eliminar os partidos políticos e implantar um sistema político orgânico de representação direta, e não através de partidos políticos.
Quanto à questão religiosa, a CTC é declaradamente católica, afirmando defender como base de sua ação política a Doutrina Social da Igreja. Parte do princípio "Nada sem Deus", que defende em seu programa político: assume o Direito Público Cristão, aplicando uma visão católica a todos os aspectos da vida social. Nesta, linha a CTC é radicalmente contrária ao divórcio, o aborto, a eutanásia, os casais entre pessoas do mesmo sexo, o laicismo institucional na educação pública e qualquer outro conceito contrário à visão católica da família ou a vida.

### Questão dinástica
A CTC, desde sua criação, define-se como monárquica e legitimista ainda que atualmente não reconhece a nenhum pretendente como Rei. O último Rei reconhecido pelo partido como legítimo é Alfonso Carlos I, que morreu em 1936.
Em 4 de novembro de 2016, sua Junta de Governo fez uma Declaração política propondo uma posição equidistante entre Carlos Javier de Borbón Parma e seu tio Sixto Enrique.

### Política econômica
A CTC apresenta um programa baseado na Doutrina Social da Igreja, ainda que não há uma padronização em matéria econômica. Há uma certa divisão com relação ao capitalismo e a economia de mercado, com certas tensões de carácter considerável (um grupo apresenta visões falangistas sobre a ecomonia).
Acusou-se àqueles que são mais favoráveis às teses de livre mercado da Escola de Chicago e a Escola Austriaca de terem se infiltrado no partido (esses acusados migraram ao VOX).

## Estrutura e atividades
A CTC tem uma estrutura de trabalho baseada numa Junta de Governo, cujo presidente é Telmo Aldaz, e seu secretário geral é Javier Mª Pérez Roldán. Essa Junta de Governo conforma-se a partir do Congresso Nacional. Existem círculos e grupos carlistas em diversas populações espanholas como Madrid, Barcelona, Bilbao, Valência, Pamplona, Sevilla, Liria (Valencia), etc., mantendo vínculos com grupos católicos tradicionalistas de outros países. O partido possúi uma associação juvenil, chamada Cruz de Borgoña, que organiza acampamentos juvenis anuais, bem como a revista bimensual Agora Informação. Faz parte, somada de outros grupos, da Liga Tradicionalista.

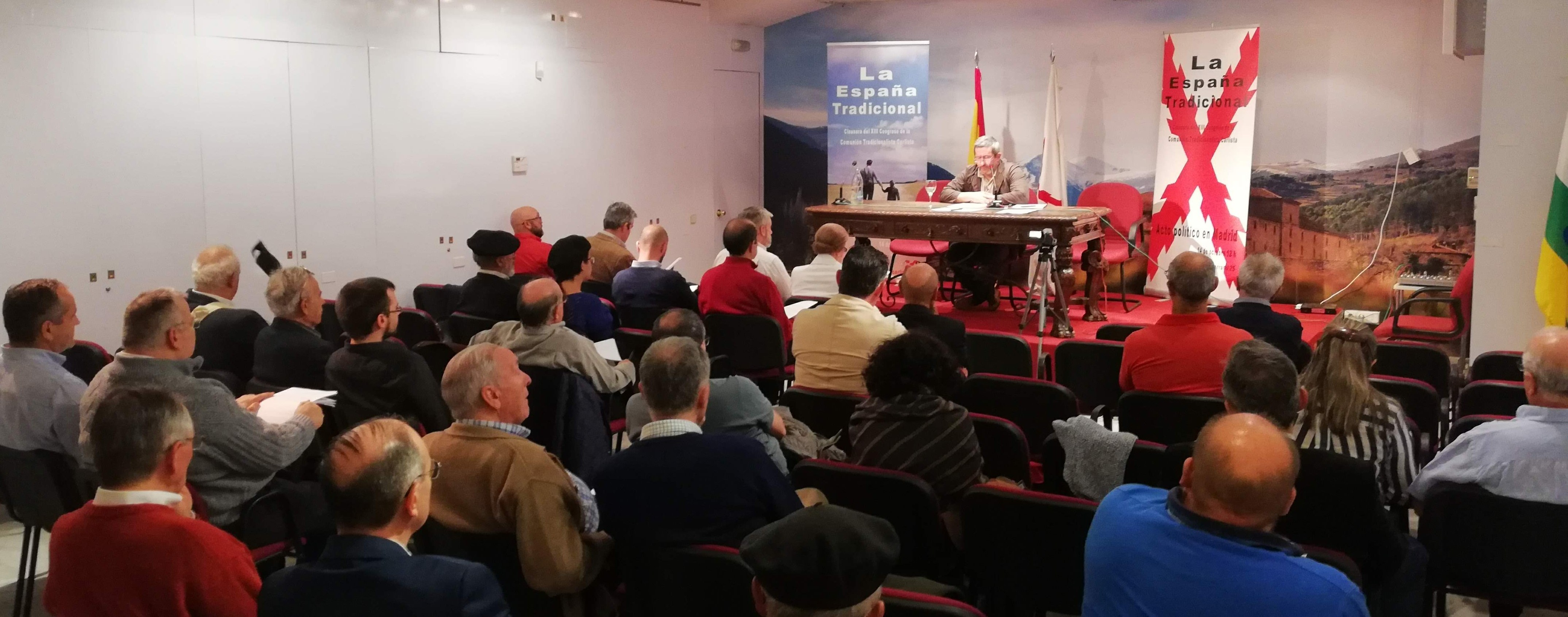
XIII Congresso da CTC, realizado em Madri em outubro de 2018

A CTC tem participado de diversas manifestações contra políticas tomadas pelo governo de José Luís Rodríguez Zapatero: contra o casal entre pessoas do mesmo sexo (2005), contra a Lei Orgânica de Educação (2006), contra a negociação de seu governo com ETA em Pamplona (2007), contra a ampliação da Lei do Aborto (17 de outubro de 2009), entre outras.
Em 28 de dezembro de 2012, a CTC foi uma das entidades convocantes de manifestações em vários lugares de Espanha, como Madrid, Barcelona, Pamplona, Valencia, Valladolid, Santander, Zaragoza, Sevilla, Granada e Jaén.As outras entidades convocantes foram os partidos e organizações Alternativa Espanhola (AES), Direita Navarra e Espanhola (DNE), a associação Cruz de San Andrés e o Foro Arbil. O manifesto registou a adesão de outras 48 associações.

## Participação eleitoral
CTC concorreu às eleições ao Parlamento Europeu de 1994, obtendo em toda Espanha 5.226 votos (0,03%), dos quais 473 foram de Navarra (0,21%). Também concorreu às eleições gerais de 2004, com candidaturas ao Senado em muitas das províncias eleitorais, e obtendo um número próximo 25.000 votos.[carece de fontes?] Nas eleições gerais de 2008, apresentou-se ao Senado, desta vez em todas as províncias, obtendo resultados de aproximadamente 45.000 votos para a câmara alta.

### Eleições européias de 2014
Os partidos políticos Comunhão Tradicionalista Carlista, Alternativa Espanhola e Partido Família e Vida atingiram um acordo para ir juntos às eleições ao Parlamento Europeu de maio de 2014. Segundo seu manifesto, as bases deste acordo giram em torno da defesa do direito à vida e da instituição familiar. A coalizão formada em torno destes três partidos denominou-se Impulso Social. Os resultados eleitorais de Impulso Social nestas eleições foram de 17.774 votos. Depois destes resultados a coalizão separou-se.